# 紅岩嶺
68°18′S 67°08′W / 68.300°S 67.133°W
紅岩嶺（英語：Red Rock Ridge）是南極洲的山嶺，位於葛拉漢地西岸，處於內尼港和瑞米爾灣之間，海拔高度690米，該山嶺在1909年由讓-巴蒂斯特·夏古率領的法國探險隊發現。